# Zyzdrojowy Piecek
Zyzdrojowy Piecek (deutsch Sysdroyofen, 1938 bis 1945 Sixdroi) ist ein kleines Dorf in der polnischen Woiwodschaft Ermland-Masuren. Es gehört zur Landgemeinde Piecki (Peitschendorf) im Powiat Mrągowski (Kreis Sensburg).

## Geographische Lage
Zyzdrojowy Piecek liegt wenige hundert Meter westlich des Großen Sysdroy-Sees (1938 bis 1945 Großer Sixdroi-See, polnisch Jezioro Zyzdrój Wielki) in der südlichen Mitte der Woiwodschaft Ermland-Masuren, 24 Kilometer südlich der Kreisstadt Mrągowo (deutsch Sensburg).

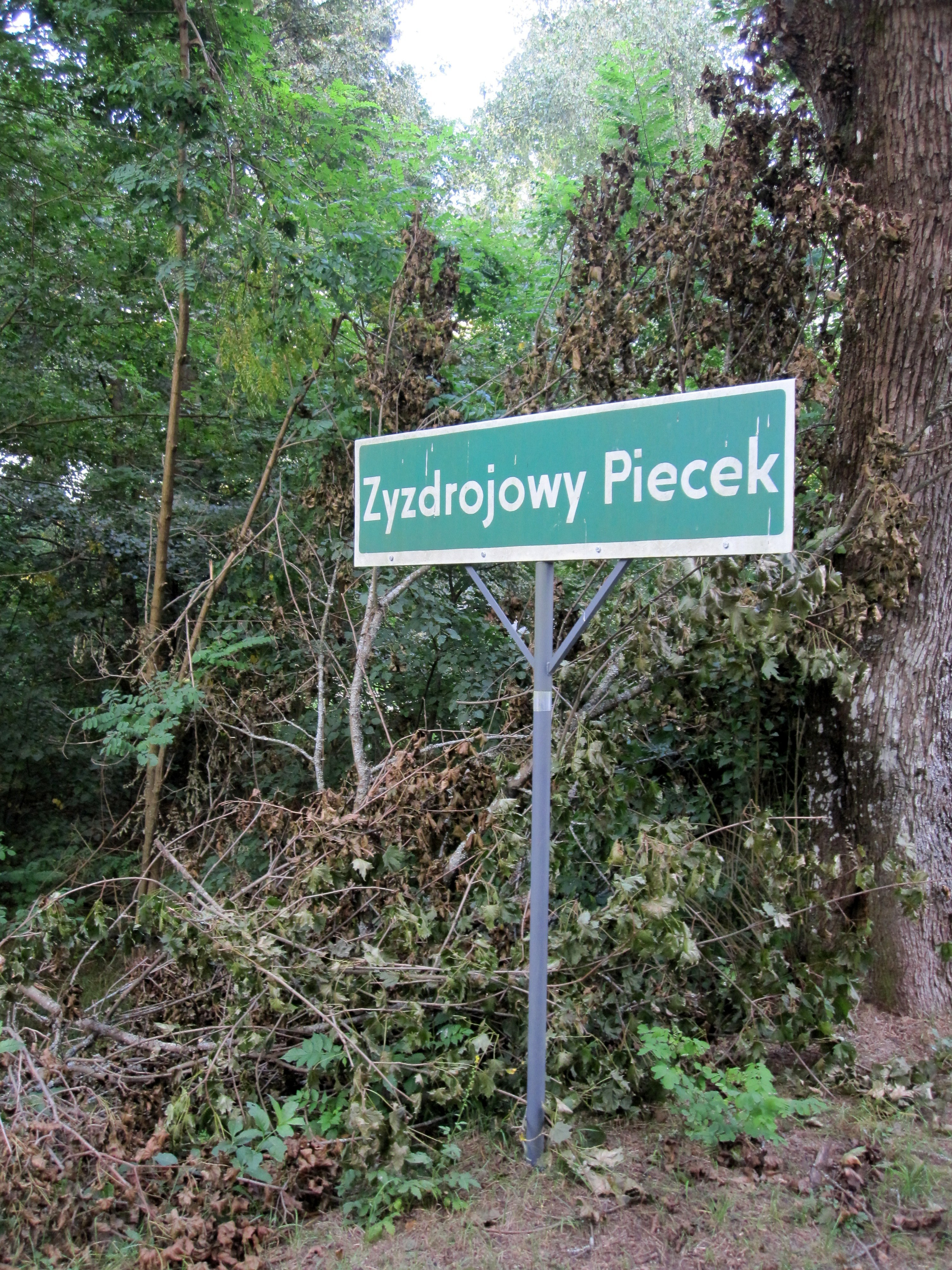
Ortseingangsschild von Zyzdrojowy Piecek

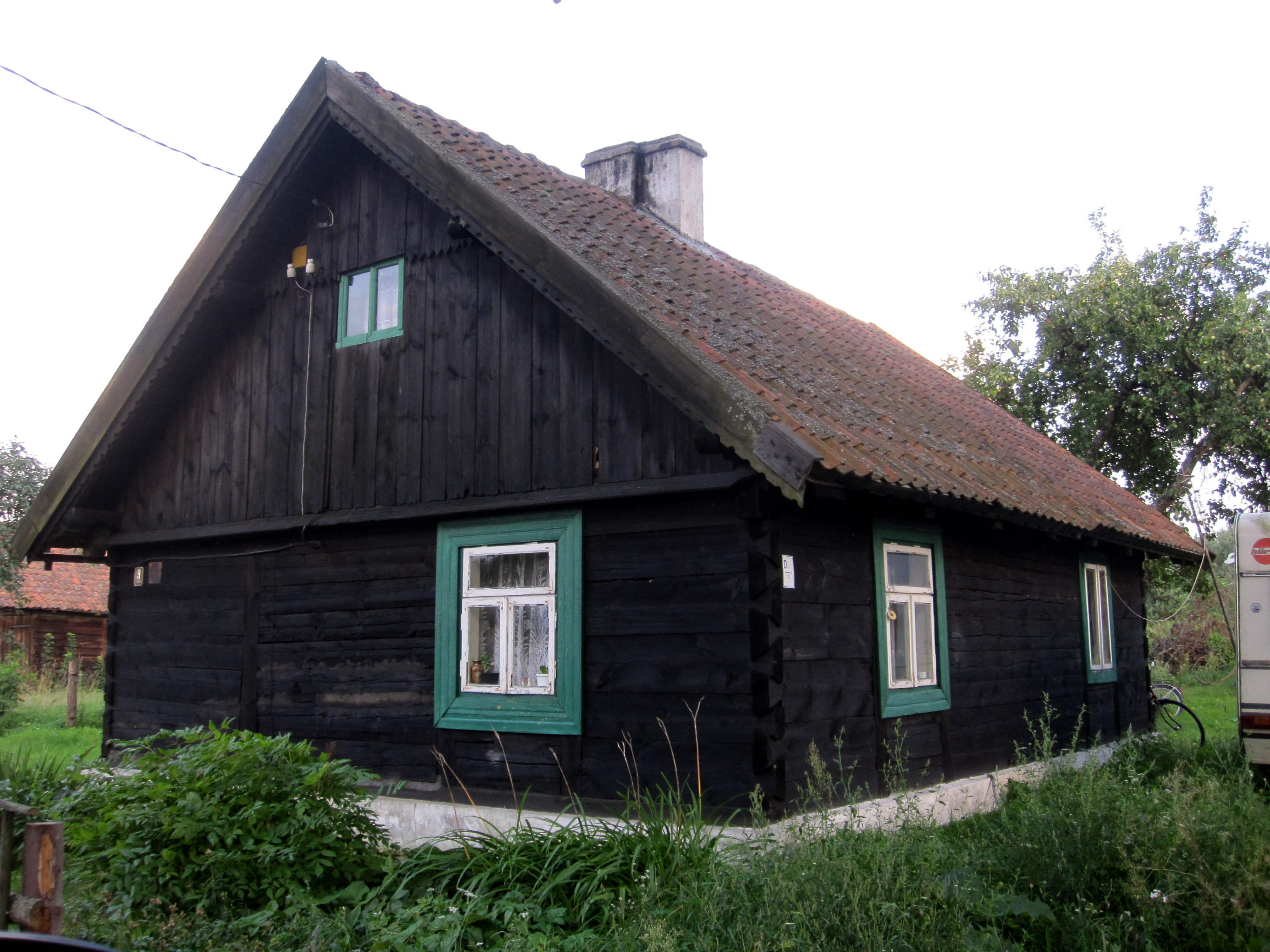
Bauernhaus in Zyzdrojowy Piecek

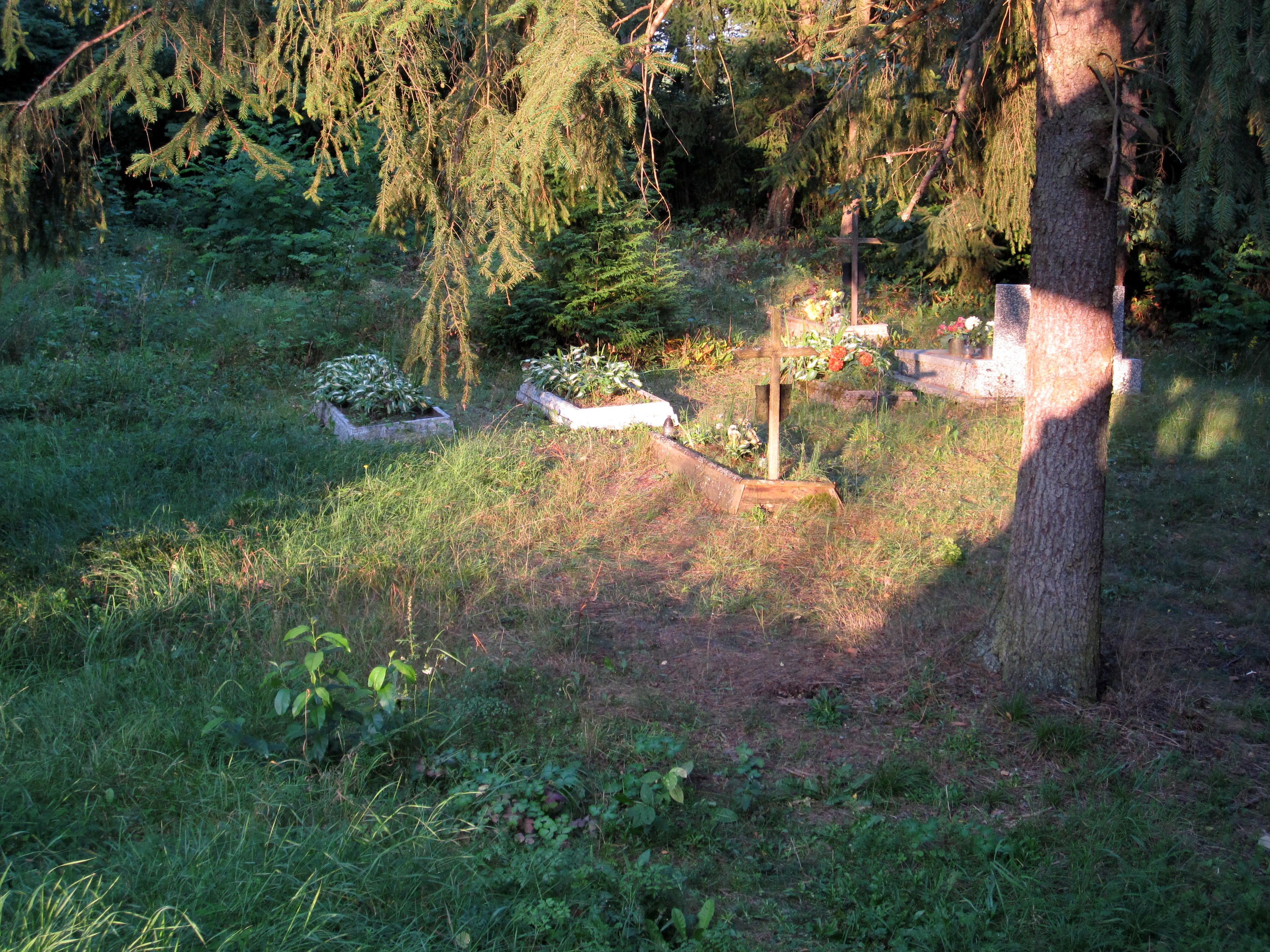
Gräber auf dem Friedhof in Zyzdrojowy Piecek

## Geschichte
Im Jahre 1785 wurde Sysdroyofen „ein königlicher Theer-Ofen mit 5 Feuerstellen“ erwähnt. Zwischen 1874 und 1945 war das Dorf in den Amtsbezirk Kelbonken (polnisch Stare Kiełbonki) eingegliedert, der – 1938 in „Amtsbezirk Kelbunken“ umbenannt – zum Kreis Sensburg im Regierungsbezirk Gumbinnen (ab 1905: Regierungsbezirk Allenstein) in der preußischen Provinz Ostpreußen gehörte.
Aufgrund der Bestimmungen des Versailler Vertrags stimmte die Bevölkerung im Abstimmungsgebiet Allenstein, zu dem Sysdroyofen gehörte, am 11. Juli 1920 über die weitere staatliche Zugehörigkeit zu Ostpreußen (und damit zu Deutschland) oder den Anschluss an Polen ab. In Sysdroyofen stimmten 80 Einwohner für den Verbleib bei Ostpreußen, auf Polen entfielen keine Stimmen.
Am 30. September 1929 wurde das Forsthaus Sysdroyofen (1938 bis 1945 Forsthaus Sixdroi, polnisch Piecek, heute nicht mehr existent) als Wohnplatz nach Sysdroyofen eingemeindet, und am 3. Juni (amtlich bestätigt am 16. Juli) 1938 wurde Sysdroyofen aus politisch-ideologischen Gründen der Abwehr fremdländisch klingender Ortsnamen in „Sixdroi“ umbenannt.
1945 wurde Sixdroi in Kriegsfolge mit dem gesamten südlichen Ostpreußen an Polen überstellt und erhielt die polnische Namensform „Zyzdrojowy Piecek“. Heute ist das Dorf Sitz eines Schulzenamtes (polnisch Sołectwo) und somit eine Ortschaft im Verbund der Landgemeinde Piecki (Peitschendorf) im Powiat Mrągowski (Kreis Sensburg), bis 1998 der Woiwodschaft Olsztyn, seither der Woiwodschaft Ermland-Masuren zugehörig.

### Einwohnerzahlen
| Jahr | Anzahl |
| ---- | ------ |
| 1818 | 148    |
| 1839 | 75     |
| 1871 | 108    |
| 1885 | 160    |
| 1898 | 125    |
| 1905 | 111    |
| 1910 | 120    |
| 1933 | 101    |
| 1939 | 101    |
| 2011 | 54     |

## Kirche
Bis 1945 war das Dorf Sysdroyofen resp. Sixdroi in die evangelische Kirche Aweyden, die Försterei in die Kirche Puppen (Spychowo) in der Kirchenprovinz Ostpreußen der Kirche der Altpreußischen Union, außerdem in die katholische St.-Adalbert-Kirche Sensburg im damaligen Bistum Ermland eingepfarrt. Heute gehört Zyzdrojowy Piecek zur evangelischen Kirchengemeinde Nawiady, einer Filialgemeinde der Pfarrei Mrągowo in der Diözese Masuren der Evangelisch-Augsburgischen Kirche in Polen, außerdem zur katholischen Pfarrei Spychowo im jetzigen Erzbistum Ermland in der polnischen katholischen Kirche.

## Verkehr
Zyzdrojowy liegt an einer Nebenstraße, die Babięta (Babienten, 1938 bis 1945 Babenten) mit Racibórz (Ratzeburg) und Kolonia (Grünwalde) verbindet. Außerdem führt ein Landweg von Zyzdrojowa Wola (Sysdroywolla, 1938 bis 1945 Kranzhausen) direkt nach Zyzdrojowy Piecek. Eine Bahnanbindung besteht nicht.